# Capsule de champagne
 (septembre 2015).
Si vous disposez d'ouvrages ou d'articles de référence ou si vous connaissez des sites web de qualité traitant du thème abordé ici, merci de compléter l'article en donnant les références utiles à sa vérifiabilité et en les liant à la section « Notes et références ».

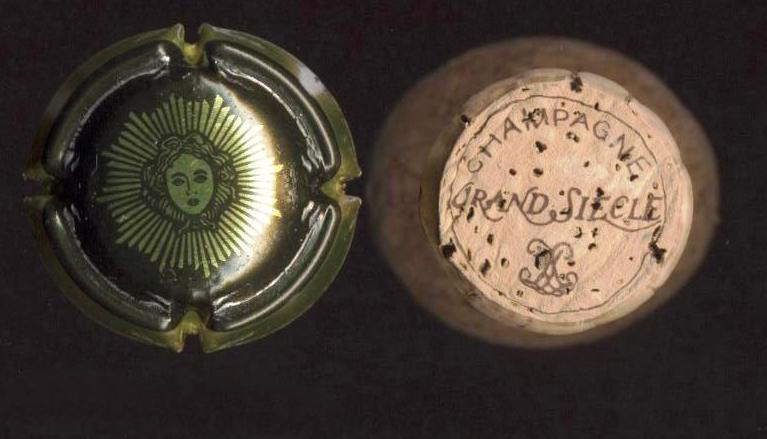
Capsule de champagne et bouchon Laurent-Perrier cuvée Grand Siècle.

Une capsule de champagne, normalement appelée plaque de muselet, est une rondelle métallique qui se trouve au sommet d'une bouteille de vin mousseux, de bière ou de cidre. Sa fonction est de reprendre l'effort de maintien du muselet en protégeant le bouchon des contraintes qui pourraient le déchirer. La pression qui règne dans la bouteille pousse le bouchon vers l'extérieur. Ce type de protection de bouchon se rencontre assez souvent sur les bouteilles de bière de 37,5 cl et 75 cl, notamment de Belgique ou du Nord de la France, ainsi que sur celles de cidre dit « bouché ».
Depuis que cet objet est personnalisé par les maisons de Champagne, il fait l'objet d'une collection, la placomusophilie.

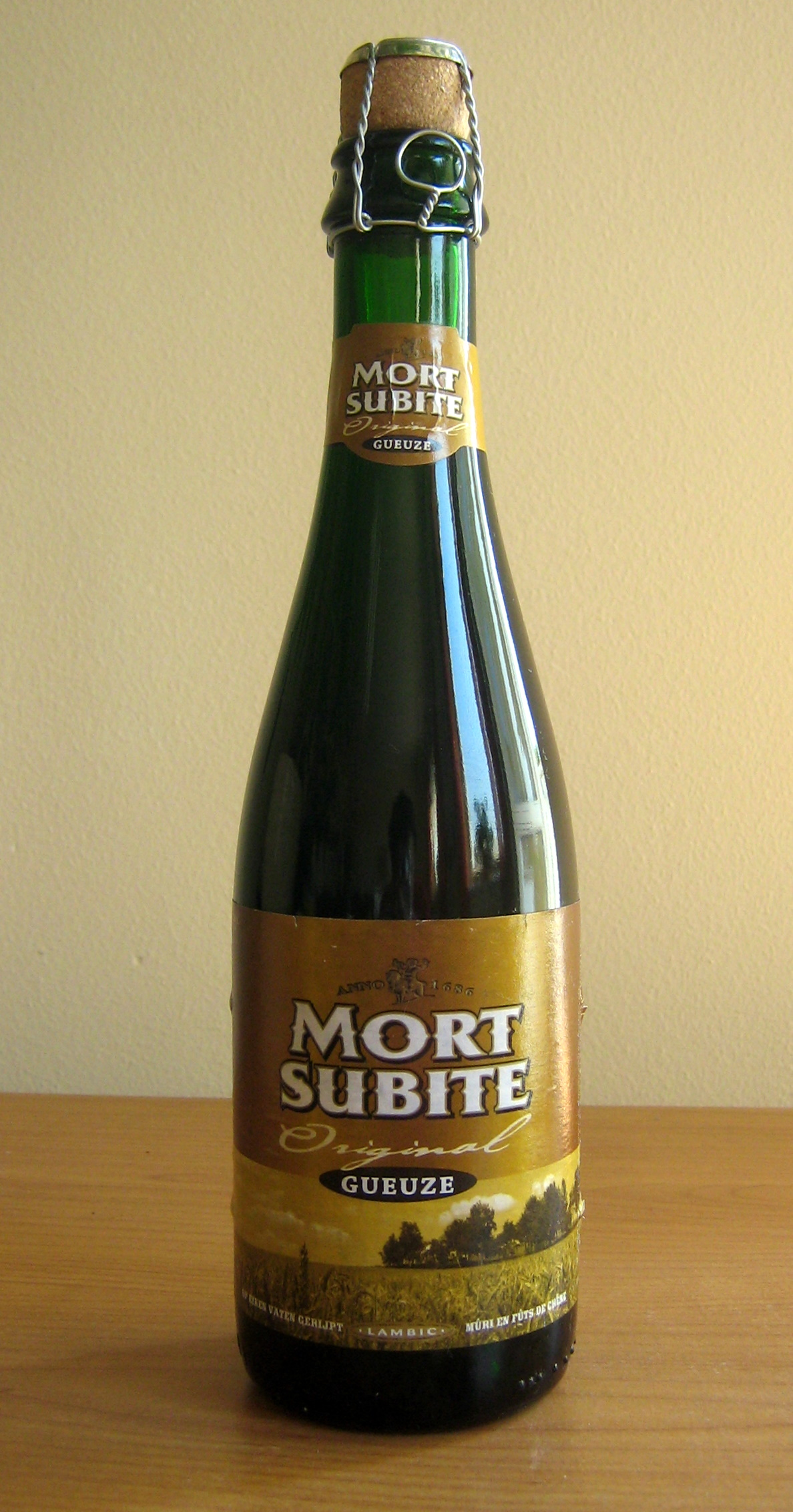
Bouteille de bière avec plaque de muselet et bouchon en liège.

## Muselet
Il se compose de trois parties : 
- Une ceinture en fil d'acier doux galvanisé ou galvanisé et laqué ;
- Un corps ou cage composé de quatre pattes et d'une tête en fil d'acier doux galvanisé ou galvanisé et laqué ;
- La plaque de muselet, une plaque en fer blanc électrolytique vernie, vernie et lithographiée ou vernie et estampée.

## Histoire
C'est Dom Pérignon (1638-1715) qui, d'après la légende, a eu l'idée de remplacer les chevilles de bois entourées de chanvre imprégnées d'huile, puis cachetées de cire par un bouchon en liège. Cette idée lui serait venue en voyant les moines de retour de Compostelle en Espagne qui les utilisaient pour la fermeture de leurs gourdes.
C'est l'arrêt du conseil du Roi du 25 mai 1728 autorisant le transport des vins mousseux en flacon qui peut être pris comme première date pour la problématique du maintien du bouchon sur ledit flacon. Parallèlement, l'utilisation du liège pour le bouchage des flacons est recommandée dès 1718.

### De la ficelle au fil de fer
Un lien est alors utilisé pour maintenir le bouchon, notamment, de la ficelle de chanvre. La ficelle est posée à la main, les bouteilles étant maintenues serrées entre les jambes. Pour faciliter le travail, on utilise un pot à ficeler, appelé calice ou calebotin, dans lequel on place la bouteille pour la maintenir le plus solidement possible entre les jambes pendant l'opération de ficelage. Pour avoir plus de force et éviter de s'abîmer les mains, l'ouvrier se servait d'un trèfle pour tirer sur la ficelle et serrer fortement les nœuds. L'ouvrier coupait ensuite les extrémités de la ficelle avec le couteau de ficeleur appelé lance. Cette fixation du bouchon avec une ou deux ficelles croisées reste précaire, même si des ficelles armées et/ou du fil de fer sont utilisés.
Le 5 juillet 1844, Adolphe Jacquesson négociant à Châlons en Champagne, dépose un brevet consistant à intercaler entre le bouchon et le fil du lien une plaque. Cette plaque équilibre les forces et évite au liège, sous la pression, de venir s'incruster dans les fils de chanvre ou de fer, ce qui provoque des fuites de gaz ou de liquide dit recoulage. Il utilise pour cette plaque le fer blanc dont-il dispose dans ses caves pour assurer l'éclairage naturel de ses caveaux par l'intermédiaire des puits creusés dans la craie.
En 1846, O. Delagrange fait breveter le système d'agrafe pour le maintien du bouchon, essentiellement utilisé pour les bouchons de tirage.
Pour améliorer l'opération de ficelage, Nicaise Petitjean demeurant à Avize près d'Epernay, fit breveter vers 1855 une machine à ficeler à la ficelle, appelée aussi cheval de bois. Cet appareil devait faciliter grandement le travail de l'ouvrier ficeleur et améliorer la fixation du bouchon, le bras de levier décuplant la force et permettant l'usage de liens renforcés.
Le ficelage est alors complété avec un ou deux fils de fer torsadés. La pose du fil de fer se fait à l'aide d'une pince cisaille. Cette fixation en fil métallique présentait des difficultés, et le consommateur devait faire usage d'une pince spéciale ou d'un petit crochet pour couper le fil de fer et pouvoir déboucher la bouteille. Ces articles étaient souvent offerts en cadeau par les négociants à leurs clients.
Pour éviter cet inconvénient et surtout le risque de se blesser au débouchage, on a fait un anneau préformé sur le fil de fer à ficeler. Ce petit anneau était quelquefois muni d'une pastille de plomb estampé au nom du négociant.
Document de la maison Moët & Chandon du XIXe : « Deux liens assujettissent le bouchon, l'un en ficelle trempée dans l'huile de lin, l'autre en fil de fer ; ce dernier a été préparé par des tordeurs spéciaux, puis passé au metteur en fil qui au moyen d'une pince fait la dernière torsion et rabat le toron sur le bouchon lui-même, de façon qu'il ne dépasse pas. ».

### Évolution finale

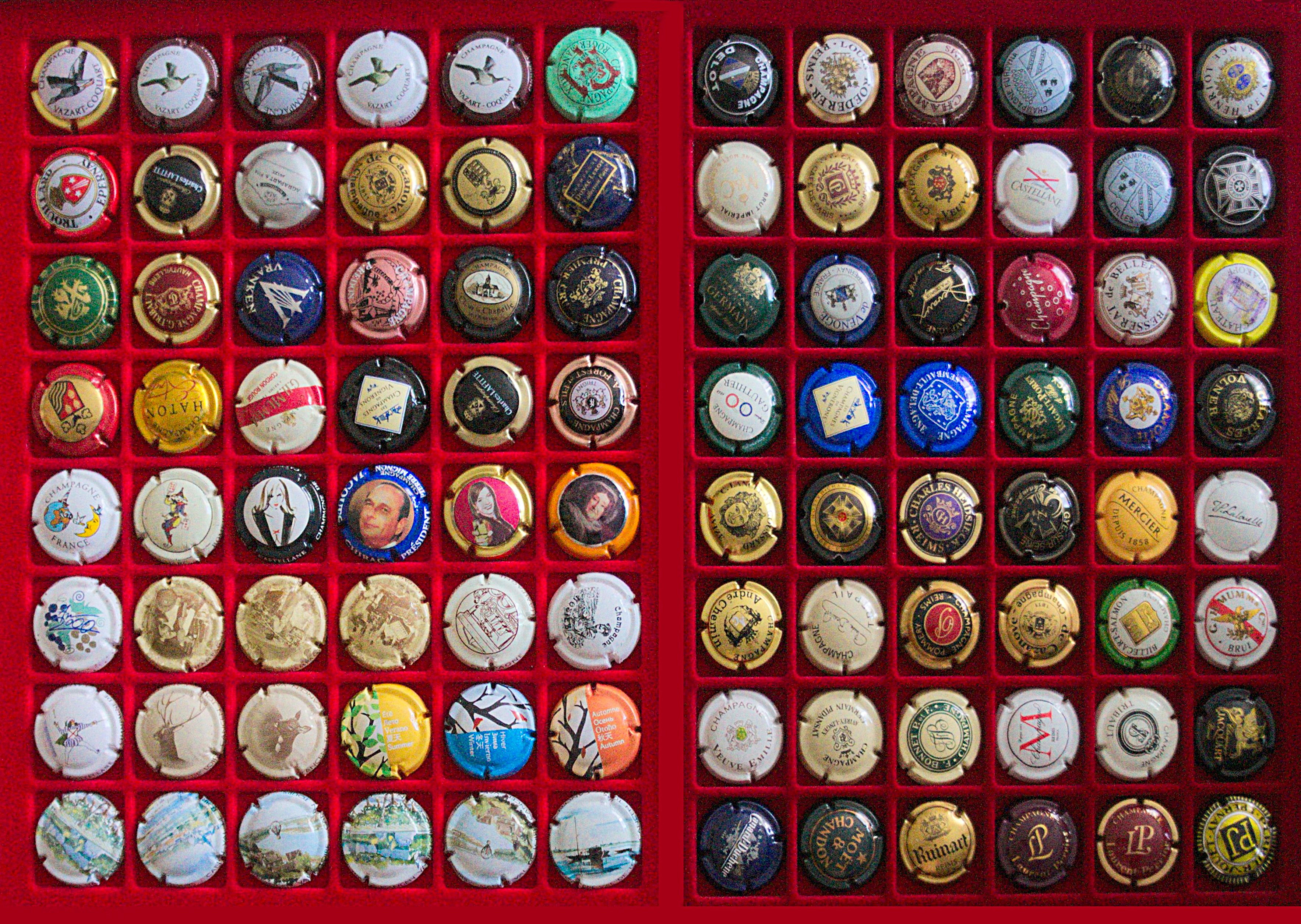
Planches de plaques de muselets de champagne.

C'est en perfectionnant le fil de fer à ficeler, en le préformant qu'on arrive aux premiers muselets. Le muselet dit le rapide est certainement le chaînon intermédiaire que l'on pose sur une machine en utilisant toujours la pince cisaille pour tortiller les fils.
Les premiers muselets sont fabriqués vers 1880, la trace en est donnée par les vieux catalogues des constructeurs (Hemart & Lenoir, Taillard, Lemaire.). Le ficelage est encore conservé. Les premiers muselets remplacent le lien de renfort et sont posés par-dessus la ficelle. Les machines à poser les muselets se perfectionnant, il fut alors possible de l'abandonner complètement. On fabrique des muselets très simples, à 3 ou 4 branches, avec un petit trou au centre. Le muselet à 3 branches est, à l'origine, un monopole de la maison Pommery à Reims. En 1884, Monsieur René Lebegue, Ingénieur des arts et Métiers, et qui fut employé à son retour du régiment par la maison Moët & Chandon à Epernay, comme chef du service du matériel, fut chargé d'étudier l'emploi du muselet dans cette grande Maison.
Les essais s'étant avérés satisfaisants, l'emploi du muselet à 3 branches fut adopté en remplacement de la ficelle et du fil de fer (ces muselets étant fabriqués par la Maison Moët & Chandon pour elle-même).
C'est René Lebegue qui eut l'idée de doter le muselet Moët & Chandon d'un anneau de débouchage. Mais cette innovation ayant une antériorité revendiquée par Monsieur Hotmarwaleck, Monsieur Lebegue la tourna en faisant souder à l'étain la torsade de l'anneau. Ceci eut l'avantage complémentaire de lui donner un caractère d'inviolabilité.
Toutefois, dans les années 1920, c'est le système de l'agrafe qui est le plus répandu. Elle consiste en un fil de fer méplat en forme d'U, qui maintient le bouchon dans la bouteille par deux crochets qui enserrent le bas de la bague. L'opération de l'agrafage est mécanisée au moyen de machines qui traitent entre 500 et 600 bouteilles par heure.
La maison Pommery, à l'origine de l'emploi du muselet, abandonna la fabrication du muselet 3 branches pour la remplacer par une fabrication de muselet 4 branches, qui assurait un meilleur maintien du bouchon. En effet, quand une des 3 branches était mal prise sous la bague de la bouteille et s'échappait, les deux branches restant n'étaient plus suffisantes pour maintenir le bouchon. D'autre part, les bouchons en liège utilisés étaient pour une grande proportion à section carrée, les muselets 4 branches étaient dans ce cas mieux équilibrés. Ces arguments ont contribué à l'abandon général du muselet 3 branches pourtant plus économique. La Maison Moët & Chandon cessa de fabriquer elle-même ses muselets, pour les acheter aux fabricants locaux, après guerre en 1944-1945.
Jusqu'au milieu du XXe siècle, les plaques et les muselets sont vendus séparément par les différents fabricants. La fabrication des muselets est alors essentiellement manuelle.
Elle comporte trois phases :
- La fabrication du tortillon : sur une petite machine plus ou moins évoluée suivant l'époque et le fabricant, l'ouvrier passe le fil autour de 3 mandrins qui vont former 3 pattes, la quatrième ayant une longueur de fil complémentaire qui va servir à réaliser la ceinture ;
- Le passage : consistant à passer manuellement les brins dans les trois boucles ;
- L'emboutissage : réalisées sur une petite machine à l'aide d'une pédale et d'un tortilleur manuel fermant la ceinture.

Les opérations 1 et 3 sont réalisées chez le fabricant ou dans la Maison de Champagne, la seconde étant souvent faite « à la maison » les ouvrières étant rémunérées à la pièce.
Les plaques sont essentiellement en fer blanc uni ou marqué par estampage. Elles ont 3 ou 4 encoches pour permettre le passage du fil et peuvent être munies d'une languette pour faciliter la pose sur le bouchon.
Les premières plaques imprimées apparaissent au début du XXe siècle (Pol Roger 1906 première d'une collection des millésimes de cette marque). Ce n'est qu'après la dernière guerre que les plaques et les muselets ne forment plus qu'une seule pièce.
De façon anecdotique, on peut signaler que jusqu'aux années 1970, certaines maisons de champagne demandaient que les plaques des muselets soient préalablement percées au centre. En effet, dans les cabarets, les hôtesses étaient intéressées sur le chiffre d'affaires des bouteilles de champagne consommées par les clients. Pour ce faire, elle prélevait le clou aux armes du cabaret qui avait été préalablement positionné sur le bouchon, d'où le trou dans la plaque pour faciliter cette opération, et elles touchaient un pourcentage en fonction du nombre de clous rapportés en fin de soirée. Ceci évitait tout litige, et prenait moins de place dans les sacs à main que le bouchon.

## Adaptation aux techniques modernes
Les opérations de bouchage, de ficelage, de muselage ou museletage sont restées manuelles jusqu'aux années 1950. Les fabricants de muselets proposaient différents types de produits suivant l'équipement de l'embouteilleur.
Certaines grandes maisons avaient leur propre atelier de fabrication de muselets. Le chantier de dégorgement type était constitué d'un dégorgeur, d'un doseur, d'un boucheur et d'un museleur ayant chacun une petite machine manuelle pour effectuer ces opérations.
Dans les grandes maisons de négoce, plusieurs chantiers de ce type étaient disposés en parallèle. Sur ce type de machine, l'opération consiste à positionner la plaque et le muselet sur le bouchon, à poser la bouteille sur un bloquet et à l'aide d'un levier à comprimer le bouchon dans une cuvette. Un tortilleur permet de ligaturer la ceinture autour du col de la bouteille, le tortillon résultant étant cisaillé et l'ergot rabattu au moyen d'un maillet. L'anneau de débouchage est soit préalablement formé soit réalisé au tortillage.
Une première évolution a constitué à positionner le muselet et la plaque au préalable dans la cuvette, d'où l'apparition des premiers muselets avec plaque dit « muselet-plaque » qui facilite cette opération. Pour les fabricants de muselets une opération supplémentaire devient nécessaire et consiste à sertir la plaque au moyen de gorges préalablement embouties (les premières plaques n'avaient pas de gorges mais des encoches pour permettre le passage des pattes du muselet).
Au début des années 1950 les premières machines semi-automatiques ont simplifié le travail du museleur qui n'avait plus qu'à positionner le muselet dans la cuvette et la bouteille sur le bloquet, le travail se faisant automatiquement.
La production des muselets évolue vers le muselet dit « à ceinture libre », dont la ceinture, pour certains fabricants n'est plus passée dans les boucles des pattes (opération compliquée à automatiser), mais sertie dans un crochet préalablement confectionné.
Dans les années 1960 sont apparus les premières machines automatiques, les bouteilles étant alimentées par un convoyeur à chaîne et les muselets distribués automatiquement. Pour les fabricants de muselets une contrainte dimensionnelle est apparue du fait de cette distribution automatique, ils ont parallèlement évolué vers une production automatisée garantissant les cotes de chaque pièce et un pas régulier des muselets emboîtés les uns dans les autres pour former un paquet homogène.
Dans les années 1970 des décaisseurs sont disposés en amont de la museleuse, automatisant complètement l'embouteillage.
Les fabricants ont proposé des muselets devenus des pièces de précision se décaissant et se distribuant sur des machines tournant à plus de 20 000 bouteilles par heure. Seules les entreprises ayant suivi ces évolutions ont survécu ; les petits artisans, qui représentaient plus de 20 entreprises en champagne après guerre, ont disparu. La première et seule personne qui touche le muselet est le consommateur.

## Matière première
Le fil doit permettre le tortillage et le détortillage pour la ceinture dans des conditions optimums, sans casse au débouchage. Les caractéristiques demandées pour le fil sont antinomiques à la fois souple avec de l'allongement et d'une résistance supérieure à 300 N/mm².
Pour ce faire, les tréfileries fournisseurs des fabricants de muselets ont développé en amont avec les aciéries des produits spéciaux. La plaque en fer blanc doit pouvoir subir l'emboutissage de mise en forme, dit « emboutissage profond », et permettre l'impression du décor.

## Contrôles de qualité
Les machines de production, entièrement automatiques, sont équipées de calibres qui contrôlent les sous-ensembles à chaque phase de la fabrication. Les opérateurs assurent un contrôle au gabarit des différentes cotes en fonction du plan de contrôle de la norme ISO 9002. Notamment : largeur et longueur de la ceinture, hauteur des muselets, diamètre des plaques, tenu du sertissage de la plaque.
Le service qualité effectue des prélèvements réguliers et mesure les muselets avec un historique par machine, ce qui permet de suivre l'usure des outils de production.
Les conditions d'utilisation des muselets sont celles du document INE 93/006 ainsi que les recommandations des fabricants, notamment :

### Lavage du col
Le col des bouteilles doit être soigneusement lavé sous un jet d'eau courante à la sortie du bac de congélation ou elles ont séjourné dans la saumure ou le glycol de façon à éliminer toute trace de ces produits chimiques fortement agressifs.

### Décaissage
Les caisses doivent être introduites dans le décaisseur dans le sens d'utilisation des muselets sur la museleuse. Le système de convoyage doit permettre, en entrée de museleuse, un emboîtage correct des paquets successifs afin de constituer un boudin homogène. Les mécanismes de convoyage et de décaissage doivent préserver l'intégrité des paquets de muselets jusqu'à leur utilisation sur la museleuse.

### Distribution
Le système de distribution doit garantir la sélection d'un muselet en fonction de la présence d'une bouteille en entrée de machine, et une séparation du paquet sans dommage. Dans les systèmes à réserve rotative, la rotation doit se faire, pour le passage d'un paquet à l'autre avec une hauteur de chute de 20 mm à 40 mm.

### Muselage
Cuvette : les cuvettes de muselage doivent assurer les trois fonctions suivantes :
- Maintien du muselet et centrage par rapport à la bouteille ;
- Maintien des pattes de la cage pendant le tortillage ;
- Guidage de la pénétration du bouchon dans la plaque.

### Rabattage de l'anneau
La coordination des mouvements de descente de la bouteille et d'avance du rabatteur, doit garantir un rabattage dans l'axe de la bouteille et au plus près du col de celle-ci.

## Marketing
Le muselet pour l'embouteilleur est souvent un moyen de différencier les cuvées, soit par la couleur du fil du muselet, soit par la couleur de la plaque quand celles-ci sont stockées en cave avant la pose des étiquettes.
Le décor des plaques, compte tenu des techniques d'impression utilisées, notamment l'offset, permet à chaque maison de communiquer sur : son image, une cuvée particulière, une série collection, etc. Ces plaques sont collectionnées par des amateurs de plus en plus nombreux. Elles sont répertoriées dans le livre de M. Lambert pour ce qui concerne les plaques champenoises. De nombreuses bourses pour les collectionneurs sont organisées, notamment celle du 11 novembre à Vertus.
Des jeux concours ont été organisés, le lot gagnés ou l'incitation à rejouer étant imprimée à l'intérieur de la plaque.

## Collection
Depuis la première plaque en 1881, le nombre exact de capsules de champagne différentes est difficile à déterminer précisément, mais il est estimé à plus de 40 000. En effet, au cours des dernières années, avec le développement de cette collection, les producteurs y voyant de nouveaux débouchés, ont multiplié les variétés de capsules, n'hésitant pas à changer de couleur tous les ans, pour toutes leurs cuvées. Certaines sont même faites à l'attention exclusive des collectionneurs, ces plaques sont dites de "complaisance".
Alors que certains passionnés mettent en collection toutes les capsules qu'ils récoltent pourvu qu'elles soient nouvelles, d'autres préfèrent se focaliser sur un thème (animaux, personnages, écussons, flûtes à champagne...) ou cherchent à avoir la totalité des capsules d'un ou plusieurs producteurs déterminés.
Traditionnellement, les capsules s'échangeaient selon la méthode « une pour une » entre collectionneurs, mais c'est de plus en plus « à la cote » que se déroulent les échanges. Cette cote est consultée principalement dans deux ouvrages : le Lambert et le Cap's. Le premier, considéré comme la Bible du placomusophile, est de loin le plus répandu.

## Production
Il ne reste en France qu'une seule entreprise de production de muselet, "Le Muselet Valentin". Cette entreprise est labellisée Entreprise du Patrimoine Vivant au 18/06/2017,.

## Galerie

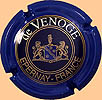
La plupart des producteurs coiffent leurs bouteilles de capsules portant leurs noms ; ici une capsule de Venoge.
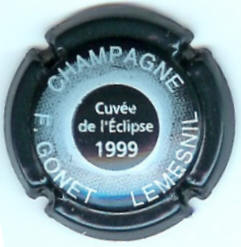
Certains éditent des capsules pour des occasions précises. Elles sont alors dites commémoratives ; en l'occurrence une capsule Gonet pour l'éclipse solaire de 1999.

### Tableaux de capsules

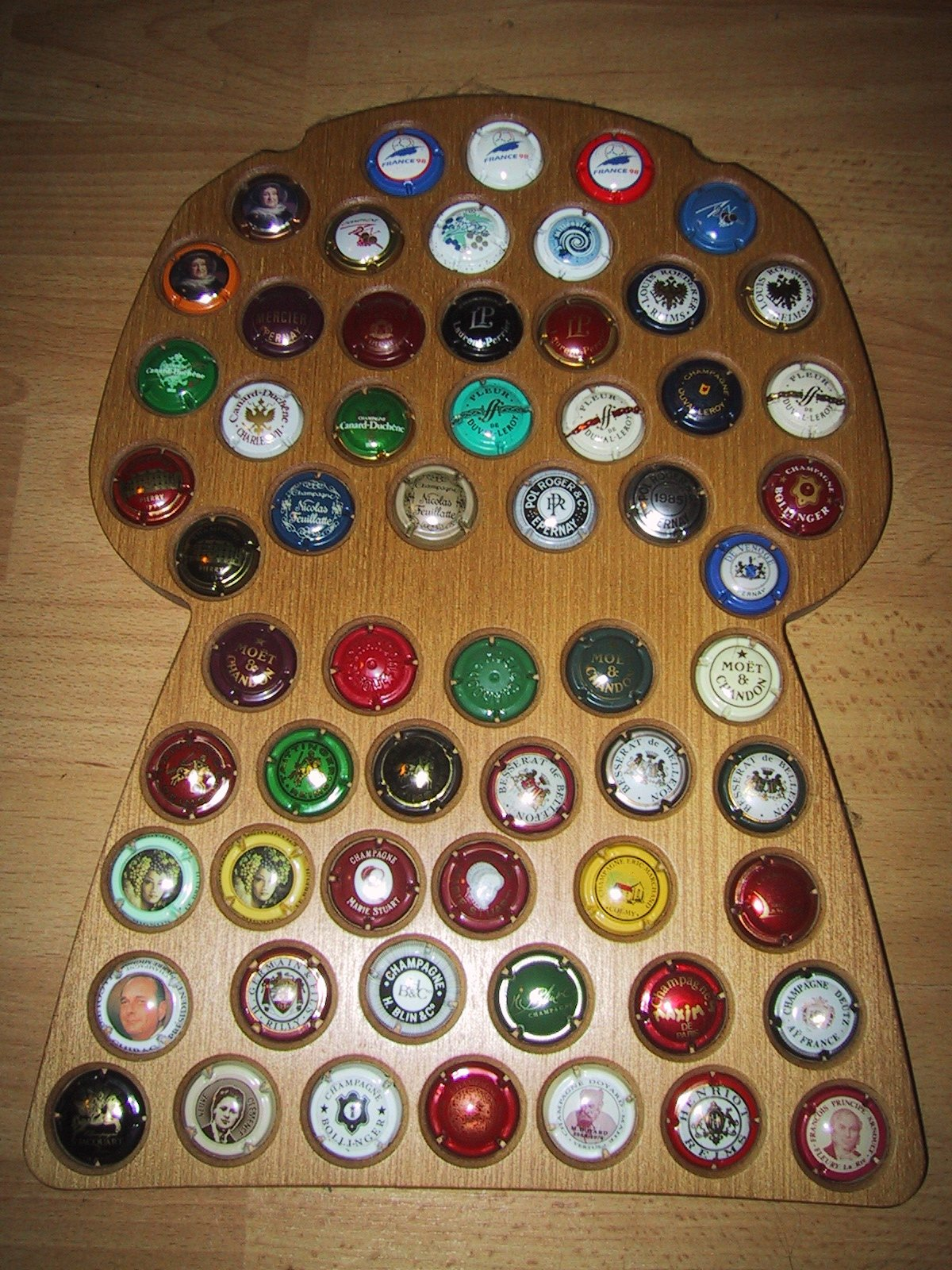
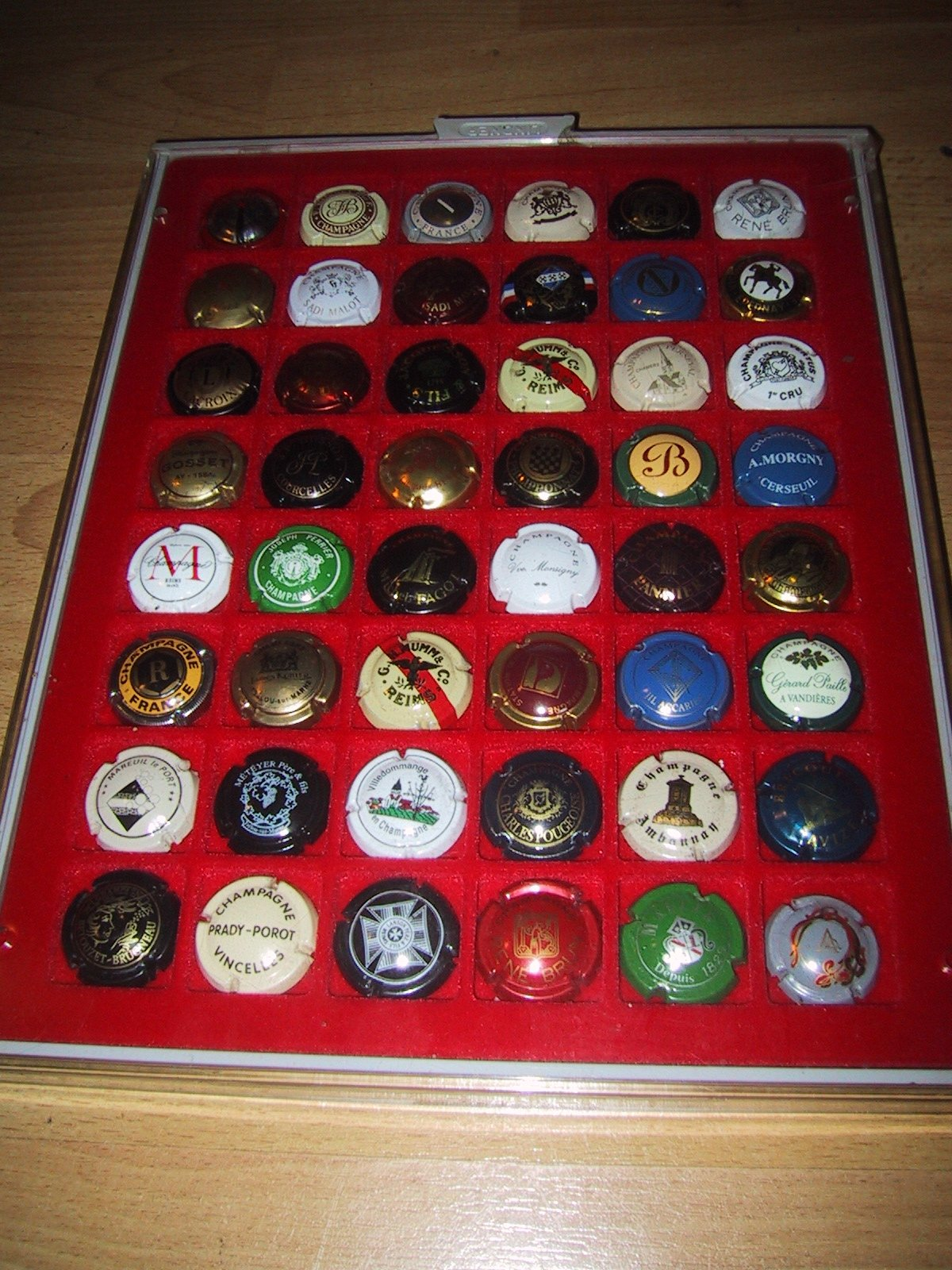
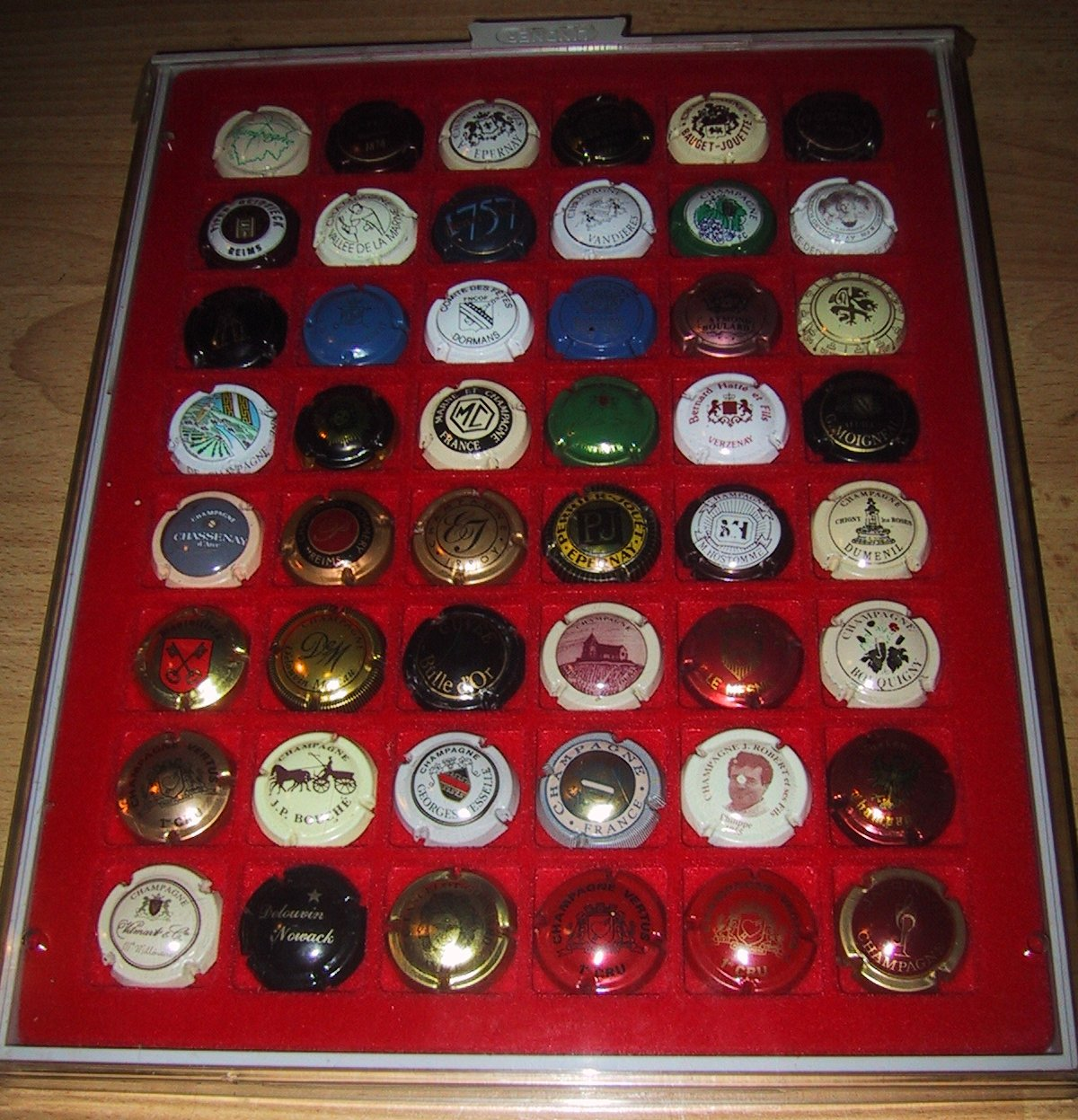